# Littérature occitane
 (juillet 2023).
Si vous disposez d'ouvrages ou d'articles de référence ou si vous connaissez des sites web de qualité traitant du thème abordé ici, merci de compléter l'article en donnant les références utiles à sa vérifiabilité et en les liant à la section « Notes et références ».

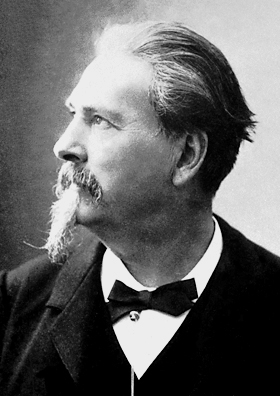
Frédéric Mistral, prix Nobel de littérature.

La littérature occitane rassemble l'ensemble du corpus littéraire composé en langue d'oc. Chronologiquement ce corpus s'étend sur plus de mille ans depuis le Moyen Âge jusqu'à l'époque contemporaine et rassemble géographiquement des écrivains originaires de plusieurs pays de langue d'oc (tels que le Limousin, l'Auvergne, la Guyenne, la Gascogne, le Languedoc, le Rouergue, le Béarn, la Provence, le Vivarais, Nice, les Vallées Occitanes d'Italie) mais également (et ce depuis le Moyen Âge) des écrivains d'outre-mer ou issus d'une diaspora occitane ; de plus, certains écrivains totalement étrangers de naissance à la langue d'oc l'ont adoptée par la suite.
La littérature en langue d'oc, souvent et largement méconnue, couvre un grand nombre de genres de styles et de registres ; d'une manière non exhaustive on peut souligner l’existence en occitan de théâtre médiéval, Renaissance, baroque, de livrets d'opéra, de chansons de gestes, de romans philosophiques, burlesques, romantiques, de poésies lyriques, d'églogues, de textes sacrés, de textes scientifiques, légaux, de recueils épistolaires.

## Émergence
La littérature occitane est apparue dans le courant du IXe siècle ou du Xe siècle dans des circonstances mal connues. Pour des raisons inconnues, des auteurs de cette période ont commencé à abandonner l'usage du latin, langue des élites depuis la période romaine, au profit de la langue vernaculaire. Cette transition fut progressive : des expressions occitanes apparurent progressivement dans les textes latins. Ainsi, l'œuvre la plus ancienne identifiée écrite en occitan est l'incantation Tomida femina qui était certainement utilisé pour diminuer les douleurs de l'accouchement. D'autres fragments d'œuvres confirment le développement de la littérature occitane durant cette époque. Ils sont cependant très incomplets et la distinction entre les formes médiévales de l'occitan et du catalan n'est pas toujours aisée.
Les premiers textes littéraires connus datent de la seconde moitié du XIe siècle comme la Chanson de sainte Foy ou Las, qu'i non son spavir astur. Cependant, ils sont à l'origine de questions sur l'émergence de la littérature occitane car ils montrent l'existence en Occitanie d'une maîtrise déjà très bonne de la poésie qui préfigure celle de la poésie des troubadours de l'âge d'or. Ses thématiques principales, dont tout particulièrement l'amour, sont déjà présentes et la littérature occitane semble ainsi à son apogée dès son apparition, ce qui semble impossible.
La littérature occitane du IXe au XIe siècle doit donc être le fruit d'une maturation de la tradition littéraire plus ancienne dont l'origine est totalement inconnue. Selon certaines hypothèses, elle fut influencée par la littérature arabe d'Al-Andalus mais un essor régional ne peut pas être exclus. En tous cas, le premier troubadour officiel est le duc Guillaume IX d'Aquitaine (1071-1126). Son œuvre marque le commencement de l'âge d'or de la littérature occitane.

## L'Âge d'or
L'Âge d'or de la littérature occitane correspond à la période des troubadours et atteint son apogée pendant le XIIIe siècle.

### La poésie lyrique

#### Contexte général
La poésie lyrique fut le genre dominant de l'Âge d'or. Il fut certainement inspiré par la poésie latine médiévale car la plupart des métaphores présentes dans les textes occitans se trouvent aussi dans les œuvres des auteurs latins du Moyen Âge. De plus, la majorité des troubadours, qui faisaient partie de l'élite intellectuelle, devait nécessairement connaître le latin.
Cependant, contrairement aux poètes latins, les troubadours arrêtèrent de s'adresser à des entités abstraites comme la sagesse. À la place, ils innovèrent grâce à l'adoption de la femme comme sujet et destinataire de leurs œuvres. Ainsi, ils considèrent la femme, objet inférieur dans la conception chrétienne, comme une personne digne d'amour et d'amitié. Ce fut une rupture importante avec les idéaux médiévaux du moine et du chevalier. En effet, si le fin'amor n'était pas opposé à la religion, il était un idéal laïc et courtois. De plus, il demandait une perfection nouvelle qui était opposée à l'égoïsme individualiste.
Il faut aussi faire la distinction entre le troubadour, le poète qui compose de la poésie, et le jongleur, qui ne compose pas mais chante les poésies des troubadours. Beaucoup de troubadours étaient aussi jongleurs et chantaient ainsi leurs propres compositions.

#### Thèmes principaux
La poésie lyrique des troubadours avait trois thèmes principaux : l'amour, l'actualité et le débat. Le premier demeurait cependant plus prestigieux car il était directement lié au fin'amor. Plusieurs œuvres théoriques furent ainsi écrites pour expliquer les règles et les distinguer les notions importantes de l'argumentation (la razon), le vocabulaire (les motz) et le son (la mélodie, la musique et la métrique). De plus, la poésie des troubadours demandait de montrer rapidement la perfection de l'amour grâce à la perfection, la nouveauté et l'inventivité des techniques littéraires et musicales. Cela donna naissance à plusieurs styles différents de chansons :
- Le trobar lèu qui était une composition simple qui devait demeurer claire.
- Le trobar ric qui était une composition sophistiquée.
- Le trobar clus qui était une recherche d'hermétisme et dont la compréhension était limitée à un cercle d'initiés.

L'actualité était surtout traitée dans le genre des sirventés qui permettait de parler de politique, d'attaquer un ennemi, de soutenir une expédition militaire (plus particulièrement une croisade) ou de pleurer une disparition. Différent des chansons, le sirventés était donc un poème rapide destiné à un public large. Son style était donc en général simple et clair, et l'auteur ne pouvait normalement pas inventer une nouvelle métrique. À la place, il reprenait celle d'une chanson déjà existante ou, plus rarement, celle d'un autre type d'œuvre comme la pastourelle.
Enfin le débat était chanté selon un ensemble de règles généralement considérées comme divertissantes. Appelé jòc partit ou partimen, ce genre permettait à deux auteurs de se défier. Pour cela, le premier provoquait le second et lui demandait de choisir entre deux propositions d'une alternative souvent comique ou plus grotesque. Ce genre permettait certainement, contrairement aux deux autres, une certaine improvisation.

#### La langue des troubadours
Les troubadours écrivaient dans une langue d'oc commune que l'on désigne sous le nom de « koinè » (en référence à son équivalent grec) qu'il désignaient par les termes de « provençal », « limosin » (sans référence directe à ces régions et à leur parlers occitans locaux) ou « langue romane » (« provençal », « lemosin », « lenga romana »), néanmoins Raimbaut de Vaqueiras composa un poème en plusieurs langues dans lequel deux paragraphes séparés revendiquent respectivement le gascon et le provençal (le second incluant théoriquement le premier, du moins pour les troubadours gascons) ; il est, de fait, le premier écrivain connu ayant écrit en gascon. Il est à souligner également qu'en tant que souverain de langue normande et maître de l'Aquitaine occitane, le roi d'Angleterre Richard Cœur de Lion a écrit des vers en langue d'oc (Martín de Riquer le compte ainsi parmi les troubadours).

#### Les principaux troubadours

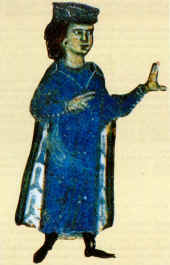
Guillaume IX d'Aquitaine.

À partir du XIIe siècle, Guillaume IX d'Aquitaine (Guilhem IX) ouvrit l'ère des troubadours et trobairitz qui vit briller la langue d'oc à travers toute l'Europe et jusqu'au Comté de Tripoli (territoire d'outre-mer associé en littérature à l'« hagiographie » du troubadour et seigneur de Blaye Jaufré Rudel).

##### Les Précurseurs
L'usage distingue généralement plusieurs générations de troubadours. Ceux des précurseurs regroupe Guillaume IX d'Aquitaine, Eble II de Ventadour (1086-1155), Macabru (vers 1110-1150), Jaufré Rudel (vers 1113-1148 ou 1170) et Cercamon (actif entre 1132 et 1150). Leur œuvre est connue partiellement car la majeure partie de leurs textes est perdue. L'amour courtois fut leur sujet principal, notamment pour Jaufré Rudel qui décrivit son amour impossible pour la comtesse Hodierne de Tripoli et qui participa, selon la légende, à la Seconde Croisade pour la rencontrer et y trouva la mort. Ce thème de l'amour de loin (amor de lonh) inspira la pièce La Princesse lointaine d'Edmond Rostand et l'opéra L'Amour de loin de Kaija Saariaho (née en 1952). Le travail de Macabru est aussi assez riche : il est l'auteur de la première pastorelle connue, il fut l'un des précurseurs du trobar clus et critiqua le fin'amor dans plusieurs de ses sirventés. Enfin, la totalité des textes d'Eble de Ventadour est malheureusement perdue bien que son influence sur la première génération soit attestée par plus d'un témoignage de cette période.

##### La période classique
Après cette première époque, vient la période qui couvre la moitié du XIIe siècle et la première décennie du XIIIe siècle. Parfois appelée « période classique » de la poésie lyrique occitane, elle vit un renouvellement important des techniques et constitua l'apogée de la littérature des troubadours. Par exemple, Guiraut de Bornelh (1138-1215), surnommé le « maître des troubadours » par ses contemporains, inventa et formalisa les règles du trobar lèu. Ce travail fut amélioré par Bernard de Ventadour (vers 1125-1195), disciple d'Eble de Ventadour, qui établit aussi la forme « classique » de la poésie occitane. Le trobar clus fut surtout développé par Pèire d'Alvernhe (actif entre 1149-1170) qui est l'auteur de textes ésotériques et complexes largement inspirés par les thématiques morales de Macabru. Enfin, il faut citer Arnaut Daniel (vers 1150-1210) qui, pour exprimer ses sentiments, utilisa aussi des métriques, des expressions et des formes très complexes. Il laissa ainsi plusieurs poèmes érotiques et il inventa la sextine qui connut un grand succès. Dante et Pétrarque lui exprimèrent une admiration inconditionnelle.
Parmi les autres troubadours majeurs de la période, on peut citer : le duo formé par Raimbaut d'Aurenja (vers 1140-1173) et Béatritz de Diá (vers 1140-1175) qui devint célèbre pour son tenson ; Bertran de Born connu pour avoir dit qu'il utilisait aussi bien son épée que ses sirventés dans les conflits entre Henri II d'Angleterre et son fils rebelle, bien que l'importance de sa contribution dans les évènements de cette époque aient été exagérés ; Pèire Vidal de Toulouse, poète d'inspiration variée qui devint riche grâce aux présents que lui ont offert les nobles les plus importants de cette époque ; Guiraut de Bornelh, lo macsire dels trobadors, maître de l'art du trobar clus, bien qu'il nous ait aussi laissé des chansons d'une simplicité charmante ; Gaucelm Faidit, qui a écrit un lament touchant sur la mort de Richard Cœur de Lion ; Folquet de Marseille, le plus grand penseur parmi les poètes sur Sud, qui de marchand et troubadour est devenu abbé et finalement évêque de Toulouse.

##### Les troubadours de la période tardive et les troubadours étrangers
Comme les troubadours commencèrent se à disperser à partir du Sud de la France après la croisade contre les Albigeois, la qualité de leur poésie se délabra brutalement : Dante dans son De vulgari eloquentia ne mentionne que les auteurs de la génération précédente comme les modèles de la littérature vernaculaire. Cependant, la présence de troubadours dans les cours étrangères a engendré un grand nombre d'imitateurs de langue occitane en Catalogne (par exemple Ceveri de Girona) et en Italie (Sordel, Lanfranc Cigala, Rambertino Buvalelli).

#### Les troubadours et la société
Les troubadours appartenaient tous à des classes sociales très variées. Beaucoup d'entre eux avaient une origine très humble. Le père de Bernard de Ventadour était un serviteur, celui de Pèire Vidal confectionnait des habits de fourrure, celui de Perdigon était un pêcheur. D'autres appartenaient à la bourgeoisie : Pèire d'Alvernhe, Pèire Raimon de Toulouse et Elias Fonsalada. Certains fils de marchands devenaient aussi troubadours : c'était le cas de Folquet de Marseille et d'Aimeric de Peguilhan. Une grande partie d'entre eux étaient des clercs, ou avaient au moins étudié pour l'Église, comme Arnaut de Mareuil, Uc de Saint Circ, Aimeric de Belenoi, Hugh Brunet, Pèire Cardenal ; d'autres étaient entrés dans les ordres : le moine de Montaudon et Gaubert de Puicibot. L'autorité ecclésiastique ne tolérait pas toujours cette infraction à la discipline. Gui d'Ussel, chanoine et troubadour, se vit obligé de renoncer à l'écriture poétique par l'injonction du légat pontifical. Folquet y renonça aussi lorsqu'il entra dans les ordres. Un point est particulièrement remarquable, le nombre de monarques et de nobles qui furent troubadours : Raimon de Miraval, Pons de Capdoill, Guilhem Ademar, Cadenet, Peirol, Raimbaut de Vaqueiras, et beaucoup d'autres. Certains d'entre eux étaient des chevaliers pauvres dont les revenus étaient insuffisants pour soutenir leur rang et qui ne se mirent pas à la poésie seulement pour leur bon plaisir, mais pour les présents qu'ils obtenaient des personnes riches qui fréquentaient les cours. D'autres, riches et puissants, avaient une situation bien différente comme Guillaume de Poitiers, Raimbaut d'Orange, le vicomte de Saint Antonin, Guilhem de Berguedan et Blacatz.

#### Le mécénat
Bien que les troubadours trouvassent des protecteurs en Catalogne, en Castille et en Italie, il ne semble pas qu'ils aient été bienvenus dans les pays de langue d'oïl. Il subsiste malgré tout quelques exceptions et la poésie de troubadours a pu être appréciée dans le Nord de la France. Constance, fille de l'un des comtes d'Arles, fut mariée en 1001 à Robert, roi de France, et elle amena avec elle des jongleurs provençaux. Les poèmes des troubadours sont cités dans les romans français au début du XIIIe siècle, certains d'entre eux sont transcrits dans les anciennes collections de chansons françaises, et le prédicateur relate un curieux passage d'un jour où un jongleur chanta un poème de Folquet de Marseille à la cour du roi de France. Comme les pays de langue d'oïl avaient une littérature bien développée, les troubadours préféraient en général aller dans des régions où ils avaient moins de concurrence.
Le déclin et la chute de la poésie des troubadours a principalement des causes politiques. Lorsqu'au début du XIIIe siècle la Croisade des Albigeois conduite par le roi de France décima et ruina la noblesse et réduisit à la pauvreté une partie des territoires occitans, la profession de troubadour cessa d'être lucrative. La plupart des poètes allèrent passer leurs derniers jours dans le nord de l'Espagne et de l'Italie, d'autres poètes non originaires de l'Occitanie commencèrent à composer des poèmes en occitan, et ce mouvement continua ainsi jusqu'au milieu du XIIIe siècle où ils abandonnèrent petit à petit la langue étrangère en Italie, et plus tard en Catalogne, et commencèrent à chanter dans la langue locale. Au même moment en Provence, la flamme poétique resta allumée dans quelques endroits, à Narbonne, Rodez, Foix et Astarac où elle s'éteignit petit à petit malgré tout. Si la composition dans la langue a subsisté au XIVe siècle, il s'agissait plutôt d'œuvres didactiques ou de traductions du latin ou du français.

##### Occitanie
- Henri le Jeune, fils de Henri II d'Angleterre : Bertran de Born (?)
- Richard Cœur de Lion : Arnaut Daniel, Peire Vidal, Folquet de Marselha, Gaucelm Faidit
- Ermengarde de Narbonne (1143–1192) : Bernart de Ventadour, Peire Rogier, Peire d'Alvernha
- Raimon V, comte de Toulouse (1143–1194): Bernart de Ventadour, Peire Rogier, Peire Raimon, Hugh Brunet, Peire Vidal, Folquet de Marselha, Bernart de Durfort
- Raimon VI, comte de Toulouse (1194–1222): Raimon de Miraval, Aimeric de Peguihan, Aimeric de Belenoi, Ademar le Negre, Savaric de Malleo
- Alphonse II, comte de Provence (1185–1209): Elias de Barjols
- Raimond Bérenger IV, Comte de Provence (1209–1245): Sordel
- Raymond Geoffrey II de Marseille (d. 1192): Peire Vidal, Folquet de Marselha
- Marie de Ventadour (d. 1222), Gaucelm Faidit, Gui d'Ussel
- Guilhem VIII de Montpellier (1172–1204): Peire Raimon, Arnaut de Mareuil, Folquet de Marselha, Guiraut de Calanson, Aimeric de Sarlat
- Robert IV dauphin d'Auvergne (1169–1234): Peirol, Perdigon, Peire de Maensac, Gaucelm Faidit, Uc de Saint Circ
- Guillaume des Baux, prince d'Orange (1182–1218): Raimbaut de Vaqueiras, Perdigon
- Savary de Mauléon (1200–1230): Jausbert de Puycibot, Uc de Saint Circ
- Blacas de Blacas, un noble provençal (1200–1236): Cadenet, Jean d'Aubusson, Sordel, Guillem Figueira
- Hugues II, comte de Rodez (1156–1208): Uc Brunet, Bernart de Venzac
- Henri Ier, comte de Rodez (1208–c.1222): Uc de Saint Circ
- Hugues IV (1222–1274) et Henri II (1274–1302), comtes de Rodez: Guiraut Riquier, Folquet de Lunel, Serveri de Girone, Bertran Carbonel
- Nuño Sánchez, comte du Roussillon (d. 1241): Aimeric de Belenoi
- Bernard IV d'Astarac (1249–1291): Guiraut Riquier, Amanieu de Sescas

##### Aragon
- Alphonse II d'Aragon (1162–1196): Peire Rogier, Peire Raimon, Peire Vidal, Cadenet, Guiraut de Cabreira, Elias de Barjols, le moine de Montaudon, Hugues Brunet
- Pierre II d'Aragon (1196–1213): Raimon de Miraval, Aimeric de Pegulhan, Perdigon, Ademar lo Negre, Hugues de Saint Circq
- Jacques Ier d'Aragon (1213–1276): Peire Cardinal, Bernart Sicart de Maruejols, Guiraut Riquier, At de Mons
- Pierre III d'Aragon (1276–1285): Paulet de Marseille, Guiraut Riquier, Serveri de Girone

##### Castille et León
- Alphonse IX de León (1138–1214): Elias Cairel, Peire Rogier, Guiraut de Borneil, Aimeric de Pegulhan, Hugues de Saint Circq
- Alphonse VIII de Castille (1158–1214): Uc de Lescura
- Alphonse X de Castille (1252–1284): Bertran de Lamanon, Bonifaci Calvo, Guiraut Riquier, Folquet de Lund, Arnaut Plages, Bertran Carbonel

##### Italie
- Boniface II de Montferrat (1192–1207): Peire Vidal, Raimbaut de Vacqueiras, Elias Cairel, Gaucelm Faidit (?)
- Fréderic II, empereur du Saint Empire romain germanique (1215–1250): Jean d'Aubusson, Aimeric de Pegulhan, Guillem Figueira
- Azzo VI, marquis d'Este (1196–1212): Airneric de Pegulhan, Rambertin de Buvalelli
- Azzo VII, marquis d'Este (1215–1264): Aimeric de Pegulhan

### L'épopée
Contrairement à la poésie, l'épopée médiévale occitane est relativement mal connue. Son origine est plutôt liée à une tradition de récits historiques issus de l'Antiquité tardive ou du début du Moyen Âge. Elle apparut, comme la poésie lyrique occitane, entre les IXe et XIe siècles et disparut vers la fin de la période médiévale. Plusieurs textes marquent cette époque comme la Chanson de Roland qui inspira très probablement la version française du même nom ou le Roman d'Arle.
Cependant, l'épopée occitane la plus connue est la Chanson de la Croisade. Elle est écrite entre 1208 et 1219 par deux auteurs aux partialités adverses Guillaume de Tudèle (entre 1199 et 1214), favorable aux croisés, et par un auteur anonyme hostile aux croisés. Elle est composée de 9 578 vers qui dépeignent le déroulement de la Croisade, de ses causes directes à la victoire occitane de Baziège. Tout comme la poésie de la période « classique », elle présente de nombreux traits innovants. C'est en particulier une modernisation majeure de la chanson de geste qui fut rapprochée de la chronique historique.

### Le roman
Le roman fut un genre peu pratiqué par les écrivains de la période médiévale et la majorité des œuvres est perdue. Les textes connus apparaissent ainsi très isolés et il est difficile d'en comprendre les origines et les évolutions.
Les plus importants sont le Roman de Jaufre, Flamenca, et Guilhèm de la Barra. Le premier est l'unique roman du cycle arthurien écrit en occitan et semble dater de la fin du XIIe siècle et du début du XIIIe siècle. Il est clairement inspiré par la littérature française mais la construction des dialogues amoureux montre une adaptation au public occitan avec l'ajout de règles issues du fin'amor. Flamenca, roman du XIIIe siècle, est considéré comme le prototype du roman d'amour courtois. Il présente cependant aussi des traits innovants, notamment dans la présentation d'aspects psychologiques nouveaux. Enfin, Guilhèm de la Barra est une roman de chevalerie écrit en 1318 par Arnaut Vidal de Castelnaudary. Son récit est centré sur les aventures d'un chevalier obligé de s'enfuir dans un pays exotique.
Outre les romans, les écrivains occitans écrivirent aussi des œuvres narratives plus courtes appelées nòvas comme le Castia gilos (le Jaloux châtié) du Catalan Raimon Vidal de Besalú (première moitié du XIIIe siècle) et Las novas del papagay (Les nouvelles du perroquet) d'Arnaut de Carcassés (première moitié du XIIIe siècle) qui content l'infidélité légitime de femmes victimes de marris jaloux. Il faut également parler de l'existence des Nòvas del heretje qui décrivent un débat entre un prédicateur catholique et un cathar.
Le Castia gilos de Raimon Vidal de Besalú donne son nom au topos courtois du mari jaloux que l'on retrouve aussi bien dans Flamenca que dans Las novas del papagay.

### Influence des troubadours en Europe
Les troubadours eurent une influence durable dans la littérature européenne. La conception de l'amour courtois telle qu'elle fut chantée par les troubadours occitans va être reprise par les trouvères français et par les Minnesänger allemands. Certains poètes italiens et catalans vont préférer utiliser la langue d'oc plutôt que leur langue maternelle comme langue de prédilection pour la poésie lyrique, notamment Sorel de Goit.
La littérature italienne va être profondément influencée par la lyrique des troubadours : les poètes de la cour de Frédéric II de Sicile, comme Giacomo da Lentini ou Cielo d'Alcamo, reprennent les formes esthétiques et les thèmes des troubadours pour composer leurs poèmes en italien. Dante quant à lui fait référence à de nombreux troubadours dans sa Divine Comédie, et fait même parler le troubadour Arnaut Daniel en occitan lorsqu'il le rencontre dans son récit :
| Texte en italien et en occitan | Traduction en français |
| --- | --- |
| Io mi feci al mostrato innanzi un poco, e dissi ch'al suo nome il mio disire apparecchiava grazïoso loco. El cominciò liberamente a dire: «Tant m'abellis vostre cortes deman, qu'ieu no me puesc ni voill a vos cobrire. Ieu sui Arnaut, que plor e vau cantan; consiros vei la passada folor, e vei jausen la joi qu'esper, denan. Ara vos prec, per aquella valorque vos guida al som de l'escalina sovenha vos a temps de ma dolor !» Poi s'ascose nel foco che li affina. | Je m'avançai un peu, jusqu'à celui qui m'avait été désigné, et je lui dis que mon désir, à son nom, apprêtait une place de choix. Et il commença, sans se faire prier davantage, à dire : « Tant m'est agréable votre courtoise demande, que je ne puis ni ne veux me céler à vous. Je suis Arnaud, qui pleure, et vais chantant ; contrit, je vois ma folie passée, et je vois devant moi, joyeux, la joie que j'espère. Or, je vous prie, par cette vaillance qui vous guide au sommet de ces degrés, qu'il vous souvienne, en temps propice, de ma douleur ! » Puis il se perdit parmi les flammes qui purifient. |

Les troubadours donnent aussi leur nom au premier mouvement littéraire de la littérature portugaise, le troubadourisme ou trovadorismo, dont les poètes s'inspirent directement de la poésie lyrique occitane.

## XIV et XV siècles: l'Ère scolastique
L'Âge d'or se conclut néanmoins par la conquête d'une grande partie du sud de langue d'oc lors de la Croisade des albigeois, faits contés dans la grande Chanson de la croisade (Canso de la crosada). Dans l'Occitanie conquise, l'emploi administratif et littéraire du français commença alors lentement à s'imposer dès le XVe siècle sur celui de l'occitan (en Béarn, néanmoins, l'emploi administratif se maintiendra partiellement jusqu'à la Révolution). On considère alors les XIVe et XVe siècles comme une lente agonie pour les lettres d'oc et pour la langue littéraire occitane.
Après la mainmise de l'Inquisition sur tout le territoire occitan, les lettres d'oc seront soupçonnées d'être véhicule de l'hérésie, soupçon parfois justifié, et devront faire preuve d'orthodoxie pour être tolérées. Ce souci constant paralyse la spontanéité et liberté d'expression dans les lettres d'oc.
La poésie durant cette période est alors majoritairement religieuse et didactique. L'une des œuvres les plus représentatives de la poésie de cette période est la Vie de Saint Honorat du troubadour niçois Raymond Féraud.

### Le Consistoire du Gai savoir
Le Moyen Âge fut également une période durant laquelle la langue occitane fut pourvue d'une des toutes premières académies modernes : le Consistoire du Gai Savoir - Consistori del Gay saber, fondé en 1323. Plusieurs poètes se réunirent soucieux de rétablir un certain lyrisme après la croisade contre les Albigeois au XIIIe siècle, de riches bourgeois toulousains organisèrent un concours littéraire en langue d'oc (les Jeux Floraux - Jocs Florals), récompensant chaque année un troubadour d'une violette dorée à l'or fin. Les pièces couronnées par le Consistoire sont appelées Jòias del Gai Saber. Elle est tenue pour la plus ancienne société littéraire d'Europe.
Deux auteurs se démarquèrent plus particulièrement : Raimon de Cornet, poète du trobar clus, et Arnaud Vidal, auteur du roman de chevalerie Guilhem de la Barra.
Un autre ouvrage fut particulièrement important dans l'histoire littéraire occitane : les Lois d'Amours - Leys d'Amors, rédigées par Guilhem Molinier, qui sont le code officiel du Consistoire. Elles substituent l'inspiration libre de l'Âge d'or par la scolastique et l'orthodoxie, et le Consistoire veillera à ce que la loi soit observée. Il s'agit d'un double et constant souci de l'orthodoxie religieuse et de l'orthodoxie littéraire, l'une imposée par l'autre.

## Le crépuscule
Charles Camproux  souligne qu'entre 1513 et 1563 s’opère une transition dans l'histoire de la littérature occitane : la fin de la littérature médiévale et de sa langue commune et l’émergence d'une littérature moderne plus marquée dialectalement. Tout en soulignant qu'il s'agit d'une transition symbolique car les différents "dialectes" tels que le provençal ou le béarnais existaient déjà à l'époque des troubadours et de leur langue commune d'une part et que à côté de la littérature les textes administratifs restent abondants et conservèrent leur attachement à la langue classique d'autre part. Néanmoins, Camproux relève comme points de repère 1513 date du dernier prix octroyé à une pièce en langue d'oc par l'Académie des Jeux floraux jusqu'à 1565, date de l'impression des Catéchismes béarnais suivis des Psaumes en béarnais d'Arnaud de Salette (1583). La chanson de la Dona de Villanova Quan lo printems escampat a la nivas de 1496 marque pour lui ce crépuscule.

## La période baroque et la Première Renaissance
La période baroque a duré du XVIe au XVIIIe siècle. Elle est caractérisée par l'exagération du mouvement, la surcharge décorative, les effets dramatiques, la tension, l'exubérance, la grandeur et le contraste. En Occitanie, elle donna naissance à une résurgence littéraire qu'on appelle « Renaissance » selon l'expression de Robert Lafont. Elle commença dans le courant du XVIe siècle dans un contexte linguistique marqué par la fin de la mainmise française sur la majorité du domaine occitan, par l'adoption du français comme langue officielle en 1539 après l'édit de Villers-Cotterêts et par le maintien de l'occitan dans la vie quotidienne. Son déroulement est complexe et a eu lieu simultanément à différents endroits : en Gascogne, en Provence et à Toulouse.

### Prémices
Le premier livre imprimé en occitan fut un traité de mathématiques (Lo Compendion de l'Abaco) en Niçard en 1492 de Francés Pellos à Turin. Il sera suivi presque un siècle plus tard par l'impression de la Cisterna Fulconicra de Joan Francés Fulcònis.

### Le mouvement gascon ou le Siècle d'or

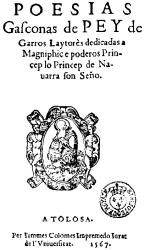
Églogues de Pey de Garros.

La littérature gasconne constitue le premier foyer de la Renaissance des lettres d'oc poussée par le mouvement plus généralement européen et par le contexte de la réforme. Il est aussi important d'ajouter que l'occitan était la langue de la cour de Navarre et sa langue administrative. C'est le linguiste et critique gascon Pierre Bec qui a qualifié la période allant de 1550 à 1650 de Siècle d'or de la poésie gasconne.
Un des principaux auteurs de cette « renaissance » en Gascogne fut Pey de Garros (1530 -1585), huguenot gascon, grand poète et érudit au faîte des connaissances classiques de son époque qui voulut rendre à la langue son éclat avec ses Poesias gasconas ses Eglògas et surtout sa traduction de Psaumes de David en gascon commanditée par la reine Jeanne d'Albret ; cette dernière, souveraine de Béarn commanda également une autre version en béarnais à Arnaud de Salette ; ses Psaumes de David metuts en rima bearnesa constituent selon Robèrt Lafont le premier texte en langue béarnaise (les textes plus anciens étant écrits dans une langue d'oc géographiquement plus neutre).
L'objectif de Pey de Garros était de restaurer le prestige de la littérature occitane. Il appliqua ainsi les principes de la Pléiade française, il refusa d'écrire en français et s'intéressa à des genres poétiques différents de ceux du Nord. Son style est basé sur l'éloquence simple en vers héroïques et l'usage d'une langue populaire riche. Il inspira plusieurs auteurs comme Salluste du Bartas (1544-1590), Arnaud de Salette (1540-1579 ou 1594), Guilhem Ader (1567-1638) et Jean-Géraud d'Astros (1594-1648).
Salluste du Bartas, qui écrivait en français et en gascon, se distingua par son dialogue entre les muses française, latine et gasconne qui rivalisaient entre elles pour accueillir les reines de France et de Navarre. Guilhem Ader était un médecin auteur d'un long traité scientifique (en latin) et surtout d'un poème d'à peu près 3 000 vers, intitulé Lou Gentilome gascoun, sur le roi Henri IV. Enfin, Jean-Géraud d'Astros était un poète au style très varié inspiré par Virgile. Son œuvre principale est le Trimfe de la lengua gascoa qui met en scène un dialogue entre les quatre saisons. Il fut le premier dans l'un de ses textes à dénoncer la vergonha qui commençait déjà à apparaître dans certains secteurs de la société.
Il faut souligner que le roi Henri III de Navarre (futur Henri IV de France) avait le béarnais comme langue maternelle et correspondait entre autres en langue d'oc, en particulier pour ce qui concernait son premier royaume dont la langue administrative était le béarnais des Fors.

### Le mouvement provençal
En Provence, les conditions de la Renaissance furent très différentes de celles de la Gascogne. En effet, elle apparut à la cour d'Henri d'Angoulême dans un milieu très catholique, favorable aux principes de la Pléiade et influencé par la littérature italienne. Sa principale figure est Louis Bellaud (1543-1588). Son œuvre est très variée et s'intéresse à des thématiques diverses comme l'espoir, l'ennui, le suicide, l'impatience, l'imagination, l'amour, la fantaisie. Il publia trois recueils intitulés Obros et rimos provenssalos (164 sonnets à propos de son emprisonnement), Dondon infernau et Passa-temps (151 sonnets qui racontent sa vie à Aix-en-Provence). Il eut deux disciples qui marquèrent profondément la littérature provençale, Robert Ruffi (1542-1634) et Pierre Paul, qui l'orientèrent vers des thèmes centrés sur la célébration du pays et une sensualité souvent ironique.
Nicolas Saboly (1614-1675) est l'autre auteur majeur de la Renaissance provençale. Il est né dans une famille de pâtres, et a écrit de nombreux chants de Noël qui sont encore chantés et réédités aujourd'hui. Son style est marqué par la recherche de la beauté de la langue et par l'expression de la dévotion. Il était aussi un musicien de renom qui inspira Frédéric Mistral durant la composition de la Copa Santa.
Enfin, des auteurs importants de la période, il faut citer Claude Brueys (vers 1570-1636) qui fut connu pour sa poésie (Jardin deys Musos provensalos), ses pièces de théâtre et ses ballets, Jean de Cabanes (1654-1717), auteur de contes et de pièces de théâtre, et enfin Gaspard Zerbin (1590-1650) qui publia plusieurs comédies très influencées par le théâtre italien.

### Le mouvement toulousain
La troisième période de la Renaissance fut centrée sur Toulouse et commença plus tardivement pendant les premières décennies du XVIIe siècle. Elle est en partie liée au mouvement gascon et d'auteurs comme Guilhem Ader qui y sont rattachés. Ses principales figures sont Bertrand Larade (1581 - vers 1635) et Pèire Godolin (1580-1649). La vie du premier est demeurée mal connue mais Larade est resté connu pour son Margalida Gascoa qui est un recueil de poésie autobiographique décrivant un amour déçu. Le second se distingue surtout pour son recueil intitulé le Ramelet Moundi. Il a un style très varié et s'intéresse à plusieurs genres de poésie. Il inspira certains passages des comédies de Cyrano de Bergerac et de Molière.

### Autres régions
Dans le reste de l'Occitanie, la Renaissance ne vit pas l'émergence de mouvements littéraires forts. Il y eut cependant plusieurs auteurs dont le travail obtint une certaine célébrité. Le principal fut Jean de Valès (1593-1661) qui écrivit Virgili desguisat o l'Eneïda burlesca, une parodie de l'Énéide de Virgile publiée en 1648, la même année que le Virgile travesti de Scarron. De manière générale, le théâtre populaire occitan fut relativement riche pendant la période baroque. Certains écrivains essayèrent aussi de publier des œuvres situées dans des genres plus sérieux comme Nicolas Fizes (1648-1718) qui est probablement l'auteur de l'Opéra de Fontignan.
François de Cortète (1571-1655) se distingua pour ses pastorales Ramonet et Miramonda ainsi que pour l'adaptation d'un passage de Don Quichotte au théâtre, Sancho Pança, al palais dels Ducs.

### Le théâtre d'oc
Le théâtre reste très populaire en Occitanie durant toute la période. Deux foyers se distinguent plus particulièrement : celui de Béziers et celui d'Aix-en-Provence.
À Béziers, de nombreuses pièces sont jouées le jour de l'Ascension lors des fêtes des « Caritats ». Certaines ne sont que des simples parades, d'autres de véritables comédies ou tragi-comédies. La dramaturge notable associé au théâtre de Béziers est François Bonnet, auteur de L'Histoire de Pepezuc, pièce qui met en scène l'archétype du soldat fanfaron gascon. On sait que Molière fut influencé par le théâtre occitan et joua sur scène dans le Languedoc. L'écriture des répliques du personnage de Lucette en languedocien dans Monsieur de Pourceaugnac atteste bien de sa maîtrise de la langue occitane.
Le théâtre d'Aix est représenté par des figures telles que Claude Brueys et son disciple Gaspard Zerbin, auteurs de comédies.
Deux genres furent particulièrement représentés dans le théâtre d'oc :
- Les Pastorales, qui se jouent pour le temps de Noël et qui accordent à côté d'éléments dramatiques fixes, une large place aux gags qui rappellent aux spectateurs certains événements de l'année écoulée.
- Les Carnavalades qui reprennent la trame traditionnelle du jugement du personnage de Caramentran et y introduisent des épisodes burlesques ou satiriques se rapportant à des faits locaux connus de tous et qui se sont passés dans l'année.

### Ledéclinde la littérature occitane auXVIIIesiècle

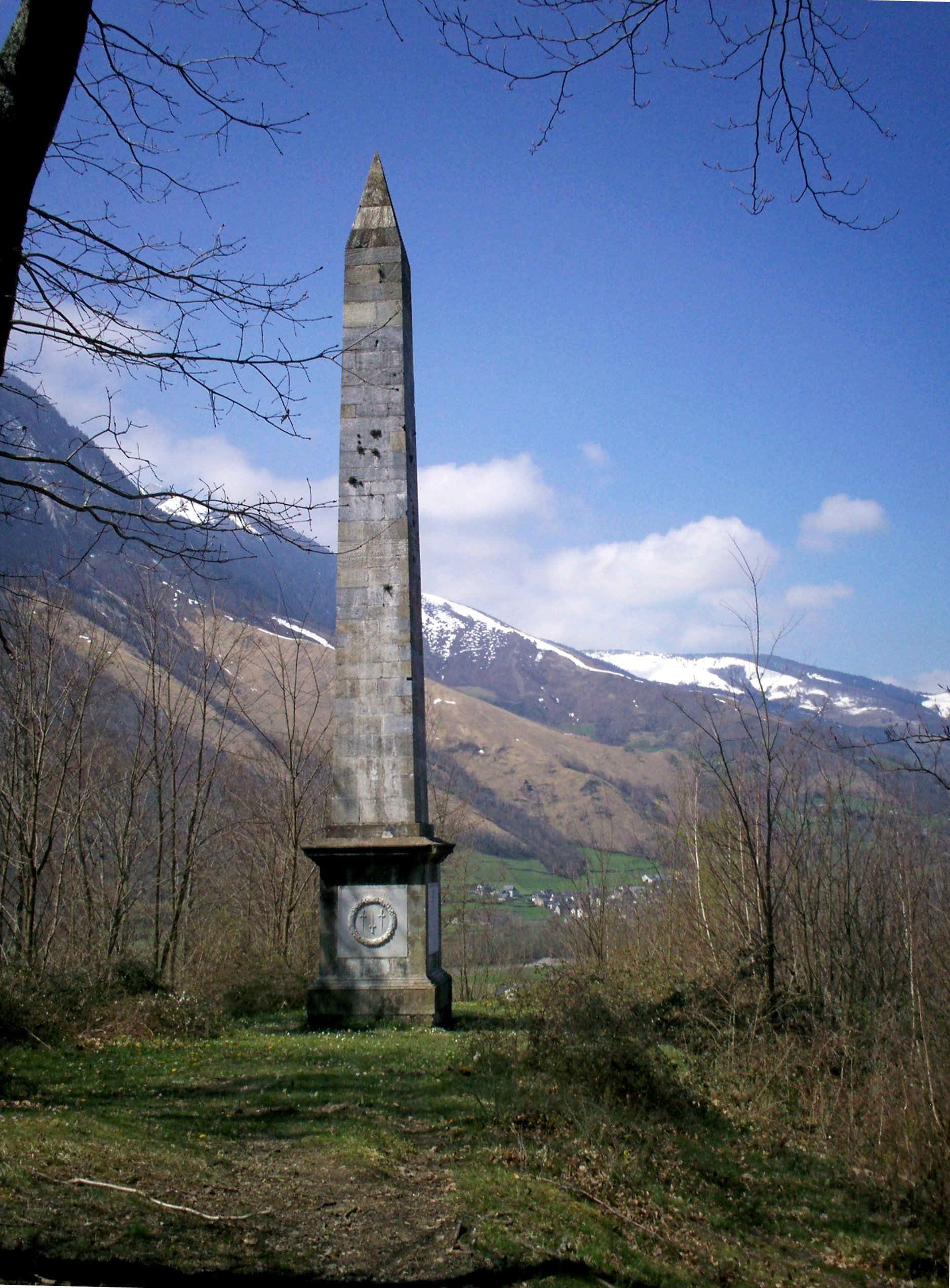
Obélisque de Cyprien Despourrins à Accous.

Dans le courant du XVIIIe siècle, la littérature occitane connaît une période de déclin. En effet, la centralisation croissante de la France, notamment à partir de l'organisation d'institutions culturelles comme l'Académie par Richelieu, éloignent l'occitan de l'élite intellectuelle du royaume. Ce siècle voit ainsi la publication de grammaires destinées à corriger les fautes des occitanophones qui essaient de parler français (Gasconismes corrigés). L'activité des écrivains se limite aux domaines traditionnels comme le chant religieux ou la comédie (comme Antoine Clet).
Certaines œuvres prestigieuses en occitan font cependant leur apparition comme l'opéra en occitan de Jean-Joseph Cassanéa de Mondonville Daphnis et Alcimadure (Dafnís e Alcimadura), l'œuvre de l'abbé Jean-Baptiste Fabre (en particulier son roman philosophique Histoire de Jean-l'ont-pris (Istòria de Joan-l’an-pres), la poésie du Béarnais Cyprien Despourrins et le très grand succès de la pièce de théâtre Manicla du Toulonnais Étienne Pélabon.
Les chansons du Gascon Cyprien Despourrins (1698-1758) sont même chantées à la cour de Versailles par Pierre de Jéylotte et appréciées par Louis XV : les plus connues sont Rossinholet qui cantas (« Petit rossignol qui chantes ») et Quant vòs ganhar pastoreta charmanta (« Combien veux-tu gagner charmante bergère »).
La poésie renaît néanmoins dans certaines régions comme en Auvergne sous la plume d'Amable Faucon.

## Le Félibrige et la seconde Renaissance (XIXe siècle)
La seconde Renaissance fut l'œuvre d'une élite intellectuelle qui prit conscience de l'existence d'un peuple occitan. Sa première période recouvre la première moitié du XIXe siècle. Elle est caractérisée par un intérêt nouveau porté à la langue occitane par des chercheurs plus ou moins inspirés par le romantisme ambiant. La seconde période, qui commence dans les années 1850, est plutôt centrée sur la Provence rhodanienne et est marquée par son organisation structurée au sein du Félibrige.

### L'intérêt nouveau pour la langue occitane

#### Les chercheurs
À partir de la fin du XVIIIe siècle, des chercheurs commencèrent à étudier l'histoire et la langue du sud de la France. Ils ont rapidement découvert la culture prestigieuse des troubadours du Moyen Âge qui était à cette époque largement oubliée. Les troubadours devinrent alors à la mode (notamment à travers le style troubadour) et le sujet attira des historiens du peuple et des médiévistes. Leur œuvre contribua à la reconstitution de l'histoire de l'Occitanie et de sa culture, et fut ainsi le prélude de l'émergence du Félibrige.
Le premier d'entre eux est probablement le poète et philologue Fabre d'Olivet (1767-1825) qui rencontre un certain succès avec ses ouvrages Le Troubadour, une sorte de roman historique, et La Langue d'oc rétablie dans ses principes constitutifs, une grammaire et un lexique occitan. François Raynouard (1761-1836) mena un travail similaire en parallèle. Plus rigoureux, il laissa une œuvre marquée par une importante anthologie de la poésie des troubadours (Choix des poésies originales des troubadours) et un lexique qui est encore important à l'heure d'aujourd'hui (Lexique roman). Cependant, on considère souvent Simon-Jude Honorat (1783-1852) comme le fondateur de la recherche scientifique sur la langue d'oc. Médecin, naturaliste et surtout lexicographe, il rédigea un Dictionnaire provençal-français qui fut le modèle du Trésor du Félibrige.
Les études historiques furent aussi touchées par la mode des troubadours, ce qui mena à la redécouverte de la Croisade des Albigeois et de ses atrocités. Trois historiens en sont les figures majeures : Augustin Thierry (1795-1856), Claude Fauriel (1772-1844) et Jean-Bernard Mary-Lafon (1810-1884). Thierry fit partie des premiers historiens qui utilisèrent des sources originales pour leur travail. Il développa une théorie expliquant les antagonismes historiques de son époque par l'existence de « races conquérantes » et de « races conquises ». Il l'adapta à l'histoire de France qui fut résumée en un combat entre un nord franc impérialiste et un sud romanisé pacifique et tolérant. Claude Fauriel Défendit aussi cette thèse et édita la Chanson de la Croisade en 1834. Il est aussi l'auteur d'une Histoire de la Gaule Méridionale, qui décrit les horreurs de la Croisade. Enfin, Mary-Lafon écrivit la première histoire de l'Occitanie dans son Histoire politique, religieuse et littéraire du Midi de la France depuis les temps les plus reculés jusqu'à nos jours. Ce travail scientifique trouva aussi un écho dans l'ordre donné par Napoléon III de recueillir tous les chants populaires de France. En effet, cela permit de sauvegarder un grand nombre de contes, de poèmes et de chansons occitanes.

#### Une floraison d'auteurs

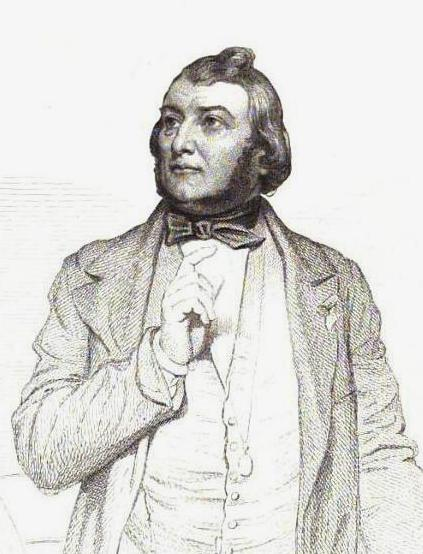
Jasmin.

Le travail d'édition sur l'histoire de l'Occitanie et sur sa langue favorisa à partir de 1820 l'apparition d'un important mouvement d'auteurs. Deux portraits types se distinguent : celui de l'élite cultivée amoureux de la langue d'oc et celui de l'artisan acculturé en français et qui donne de l'importance à sa langue. La floraison littéraire eut lieu dans toutes les parties de l'Occitanie.
Dans le premier groupe, on retrouve le marquis Gustave de Lafare-Alais (1791-1846) dont le chef-d'œuvre est le roman Las castanhadas, publié en 1844, qui inspira plus d'un auteur cévenol. Jean Joseph Marius Diouloufet (1771-1840), poète provençal célèbre pour la pureté de sa langue, en fait aussi partie. Il écrivit des contes, des poèmes et des fables, et travailla  sur un dictionnaire français-occitan. Son œuvre la plus connue est le poème Lei Manhans de 1819.
Dans le groupe des poètes ouvriers, on peut citer le Marseillais Victor Gelu (1806-1885). Il s'inspira de la société de sa ville pour mettre en scène des personnages de la vie quotidienne, en dénoncer les vices et essayer de les corriger. Il participa aussi à la création d'un journal satirique Le Sartan. En revanche, il refusa toujours de se joindre au Félibrige en dépit de plus d'une invitation. Jasmin (1798-1864) connut un très grand prestige sur le plan international ; à l'origine barbier d'Agen, il fut le protégé de Charles Nodier, l'ami et le frère maçon de Franz Liszt, loué par Sainte-Beuve et également par le poète nord-américain Henry Longfellow, source d'inspiration pour George Sand et prisé aussi bien par le peuple méridional que par les salons parisiens de son temps. Il est l'auteur d'un grand recueil lyrique Las papilhòtas ainsi que du poème narratif au ton dramatique L'avugle de Castelculher. Une station du métro parisien lui rend hommage.
En Béarn on chante la poésie politique et progressiste de Xavier Navarrot.
À Nice, Joseph-Rosalinde Rancher (1785-1843) veut donner au niçois ses lettres de noblesse en composant des parodies de poésie épique, La Nemaida et la Mouostra Raubada, ainsi que des fables dans le Fablié Nissart.
En Auvergne, le printemps des peuples de 1848 donne lieu à des échos dans la littérature occitane. Charles-Antoine Ravel, militant républicain écrit en occitan pour dénoncer à la fois le royalisme, la bourgeoisie et le libéralisme. Il préfigure les volontés d'uniformisation de l'occitan par la mise en place de l'avernat qui se veut une standardisation du dialecte auvergnat.

### Le Félibrige

#### Programmes et principes du Félibrige
Après la renaissance désorganisée de la première moitié du XIXe siècle, un groupe d'auteurs décida de se rassembler selon le modèle de la Pléiade française. Cela donna naissance au Félibrige qui marqua profondément la littérature occitane jusqu'à la fin de la première guerre mondiale. Fondé en 1854, le mouvement voulait restaurer la langue provençale, arrêter son déclin et promouvoir la culture occitane. Il existe encore aujourd'hui. Son organisation lui permit de proposer la première codification moderne de l'occitan (la graphie mistralienne) et de donner une visibilité nouvelle à la littérature occitane dans un contexte d'avancée du français.

#### Frédéric Mistral
Frédéric Mistral (1830-1914) brilla internationalement tant sur le plan littéraire que par sa participation à la fondation du Félibrige et par son immense dictionnaire qui demeure la grande référence de la langue occitane : Lou Tresor dóu Felibrige, dans la graphie originelle. Son chef-d'œuvre est le poème tragique de douze chants intitulé Mirelha, publié en 1858, qui fut à l'origine de sa célébrité. Il est cependant aussi l'auteur de plusieurs autres textes de renom comme  Calendal, Lis isclas d'òr, Nerta, La Rèina Jana, Lo poema dau Ròse et Lis Oulivadas. Il collecta aussi des contes traditionnels de Provence.
En 1904, il reçoit le prix Nobel de littérature pour l'ensemble de son œuvre.

#### Joseph Roumanille, Théodore Aubanel et Félix Gras
Autour de Mistral et du Félibrige vont surgir un nombre impressionnant d'écrivains dont Joseph Roumanille (1818-1891), Théodore Aubanel (1829-1886) et Félix Gras (1844-1901) font partie des plus célèbres. Le premier est surtout resté célèbre pour son influence sur la codification de la norme mistralienne, sa participation à divers journaux et son soutien pour la publication de l'Armana provençau.
Aubanel, considéré comme le poète le plus profond du Félibrige, publia en 1860 La mióugrano entre-duberto qui fut bien accueillie par la critique mais condamnée par ses amis catholiques. Cela menaça son impression et marqua une longue pause dans sa carrière. Il attendit ainsi jusqu'en 1885 pour publier son second recueil Li fiho d'Avignoun qui fut encore une fois durement attaqué par l'Église.
Felix Gras se revendiquait républicain, il était surnommé le « Félibre rouge », et s'intéressa surtout au roman. Son chef-d'œuvre est une épopée intitulée Li Rouge dóu Miejour qui raconte le voyage du bataillon révolutionnaire marseillais vers Paris en 1792. L'ouvrage fut célébré par le premier ministre William Ewart Gladstone et fut traduit dans plusieurs langues. Ses autres œuvres majeures son Li Carbounié, Toloza (poème épique sur la Coisade) et surtout La Paplino.
Charles-Jean-Marie de Tourtoulon (en occitan Carles de Tortolon) (Montpellier 12 octobre 1836 - Aix-en-Provence 12 août 1913) fut un avocat, un occitan et un philologue occitaniste.
Il fut le chef de file de « l'Idée latine », un mouvement politique éclectique qui tentait de fédérer dans une même unité les identités occitane, catalane, française, italienne, castillane, roumaine, etc. Il est un des auteurs de la seule carte linguistique de l'Occitanie. Et écrivit la seule biographie, jamais rééditée, du roi d'Aragon Mallorca et Valencia, Jacme 1er natif de Montpellier sous le titre de Études sur la maison de Barcelone, Jacme Ier le Conquérant, roi d'Aragon, comte de Barcelone, seigneur de Montpellier, Montpellier, Gras, 1863-1867.

### Autres auteurs majeurs de la période
Un grand nombre d'écrivains surgiront dans le sillon du Félibrige dans toute l'Occitanie. De manière générale, ils s'enfermèrent dans un provincialisme caractérisé par la célébration du terroir et de l'amour de la langue et de la tradition. De nombreux écrivains de renom firent malgré tout leur apparition. Par exemple, ce fut le cas du peintre, graveur et écrivain Valère Bernard (1850-1936. Capoulié du Félibrige de 1909 à 1919, il esseya de promouvoir une langue susceptible d'unifier tous les dialectes occitans et le catalan. Cela donna naissance à une langue mixte entre la graphie mistralienne et la future norme classique. Son chef-d'œuvre est La Legenda d'Esclarmonda, poème en douze chants édité en 1925. De plus, précurseur de l'occitanisme moderne, il fonda en 1930 la Société d'Études Occitanes, remplacée en 1945 par l'Institut d'Études Occitanes.
Pour le Béarn, on peut citer le poète Michel Camélat (1871-1962). Très influencé par Frédéric Mistral, il écrivit trois épopées et drames en vers. La première, Belina (1899), est considérée comme la Mirelha gasconne. Les deux autres pièces, Mourte et Bibe (1920) et Lòla (1939) font également partie des œuvres majeures de la littérature occitane. Camélat ne se limita cependant pas au théâtre et publia aussi des nouvelles et participa activement à la revue Reclams.
L'écrivain aristocrate Joseph d'Arbaud, (pour qui l'occitan était la langue maternelle), avec son roman La Bèstia dau Vacarés (La Bête du Vaccarès) se fait le chantre de la Camargue et des gardians tout en poussant la langue au plus haut niveau de qualité.
En plus de leur réception internationale, sur leurs pas se joignent des écrivains « étrangers » qui adoptent le provençal, tel que l'irlandais William Bonaparte-Wyse ou des « exilés » qui éditent outre-mer en langue d'oc (c'est le cas du Béarno-argentin Alexis Peyret).

## L'occitanisme et la troisième Renaissance (XXe siècle)

### La rupture avec le Félibrige
Dès la fin du XIXe siècle, certains félibres commencent à se rapprocher du modèle catalan qui obtient plus de résultats que le Félibrige. Un groupe formé par Auguste Fourès (1848-1891), Antonin Perbosc (1861-1944) et Prosper Estieu (1860-1939) s'engagea dans cette voie et proposa d'établir une graphie proche de celle des troubadours et du catalan. Ce travail aboutit en 1935 à la première forme de la norme classique de Louis Alibert (1884-1959). S'ensuivit une longue « guerre des graphies » entre la graphie mistralienne, la graphie classique et certains systèmes plus locaux. Cela affaiblit l'occitanisme et le conflit, qui semble aujourd'hui plus largement gagné par la norme classique, n'est pas encore terminé au début du XXIe siècle.

### La multiplication des genres
Enfin, le XXe siècle fut paradoxalement marqué par une accentuation du recul de la langue et la multiplication des œuvres, collections et maisons d'éditions en occitan. Le courant des années 1960-1970 voit plus particulièrement apparaître une nouvelle floraison littéraire qui constitue la troisième Renaissance de la littérature occitane.
Après la Seconde Guerre mondiale, un groupe d'intellectuels et d'anciens résistants (comptant entre autres, Tristan Tzara, Max Rouquette et Robert Lafont) crée l'Institut d'études occitanes et initie la période connue comme étant celle de l'occitanisme qui parfois oscille entre érudition universitaire et activisme sur le terrain social.
Plusieurs noms se détachent, la limousine Marcelle Delpastre, le Rouergat Joan Bodon, les Languedociens Max Rouquette et Jean Rouquette, le Gascon Bernard Manciet, le Provençal Robert Lafont. Cependant, outre l'œuvre de ces auteurs majeurs, la période est marquée par la diversité des genres pratiqués que ce soit dans les formes plus classiques comme la poésie (Serge Bec, Yves Rouquette, René Nelli...), le roman (Pèire Pessamessa...) ou le théâtre (Claude Alranq, André Benedetto, Francis Gag...) ou dans les formes nouvelles comme la chanson moderne (Claude Marti, Patric, Mans de Breish, Maria Roanet, Jean Paul Verdier...).
L'œuvre des six figures majeures de la période se distingue par ses thématiques de portée universelle et par son éclectisme. En effet, plusieurs d'entre eux furent romancier, poète et dramaturge. C'est le cas de Max Rouquette dont l'œuvre est fondée sur la splendeur des garrigues, sur la conscience du temps et sur des univers tragiques et sereins. Caractéristiques de la littérature occitane des XIXe et XXe siècles, ces thématiques sont sans doute le reflet de la situation de la langue et de la culture occitane. Son chef-d'œuvre est le recueil de nouvelles Vert paradis (Verd paradís) qui fut publié dans le courant des années 1960-1970.
Joan Bodon était surtout un romancier et un conteur. Son œuvre se concentre sur la description d'un monde rural formé de faibles, d'humiliés et d'exclus. L'issue en est généralement mauvaise (vin, mort, folie, fuite...) et le ton de sa prose est souvent pessimiste mais tendre. De plus, son travail se distingue par sa qualité linguistique et son parler sert souvent de modèle.
Bernard Manciet écrivit dans un dialecte landais qui est parfois très opaque en raison de son ultralocalisme. Son œuvre est cependant riche en tant que poète, romancier, dramaturge et peintre. Il décrivit principalement les ruines de la guerre, la déchirure de l'homme moderne et la disparition du pays occitan. Ses œuvres les plus importantes sont le recueil de poésies Accidents, le roman Lo gojat de noveme et le poème L'enterrament a Sabres.
Marcelle Delpastre était une paysanne du Limousin qui fut principalement poétesse. Elle bâtit sa propre cosmogonie et essaya de décrire la vie de la terre dans des phrases souvent longues qui sont souvent similaires à des psaumes. C'est aussi l'auteur d'une autobiographie qui raconte sa jeunesse au sein d'un milieu paysan disparu.
Joan Larzac (né Jean Rouquette, en français, Joan Roqueta, en occitan), né à Sète le 13 février 1938, est un prêtre, écrivain languedocien et un érudit occitan. Son œuvre est logiquement marquée par la foi et l'érudition. Il est le frère de l'écrivain languedocien Yves Rouquette et le beau-frère de Marie Rouanet. Il a publié, outre plusieurs ouvrages sur la musique et l'art occitans et des poèmes, Descolonisar l'istòria occitana et une traduction intégrale de la Bible en occitan.
Enfin, l'œuvre du Provençal Robert Lafont est certainement la plus riche pour ce qui concerne la littérature, la recherche scientifique et le combat politique (mouvement Volèm viure al païs). En effet, il eut une influence majeure dans la revendication régionaliste et fit plusieurs voyages en Catalogne, en Italie, en Allemagne, et en Autriche. Il travailla aussi sur la redécouverte de la littérature médiévale et sur des questions linguistiques. Sa bibliographie se compose ainsi d'une centaine de livres et d'un millier de publications. Pour ce qui est de son œuvre littéraire, il fut romancier, poète, dramaturge et directeur de diverses revues. Ses œuvres les plus importantes sont le recueil de poésies Paraulas au vièlh silenci, le roman en trois volumes La fèsta et la fresque historique Nosaltres el poble europeu.

## Galerie de portraits

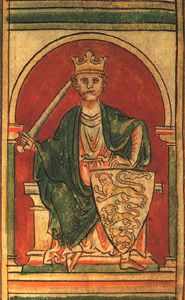
Richard Cœur de Lion.
Guillaume de Saluste Du Bartas.
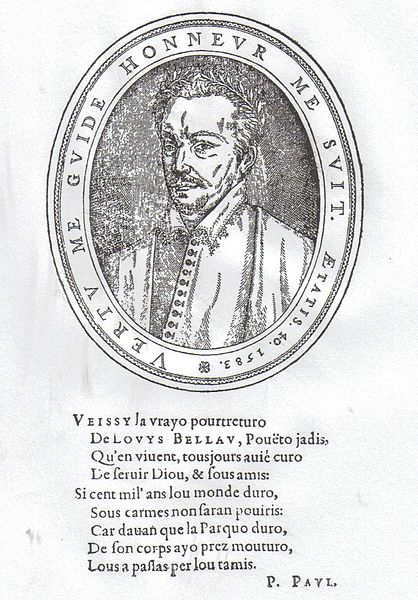
Louis Bellaud.
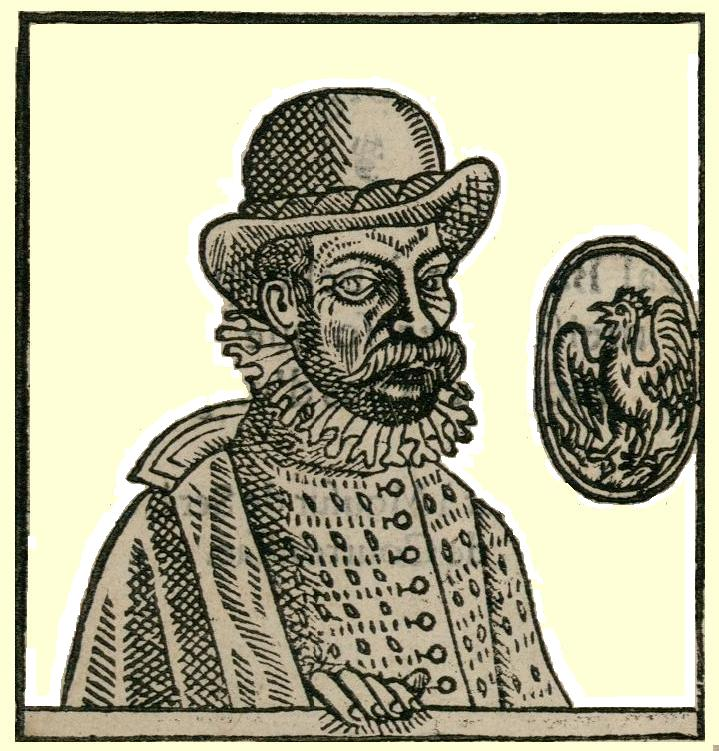
Auger Galhard.
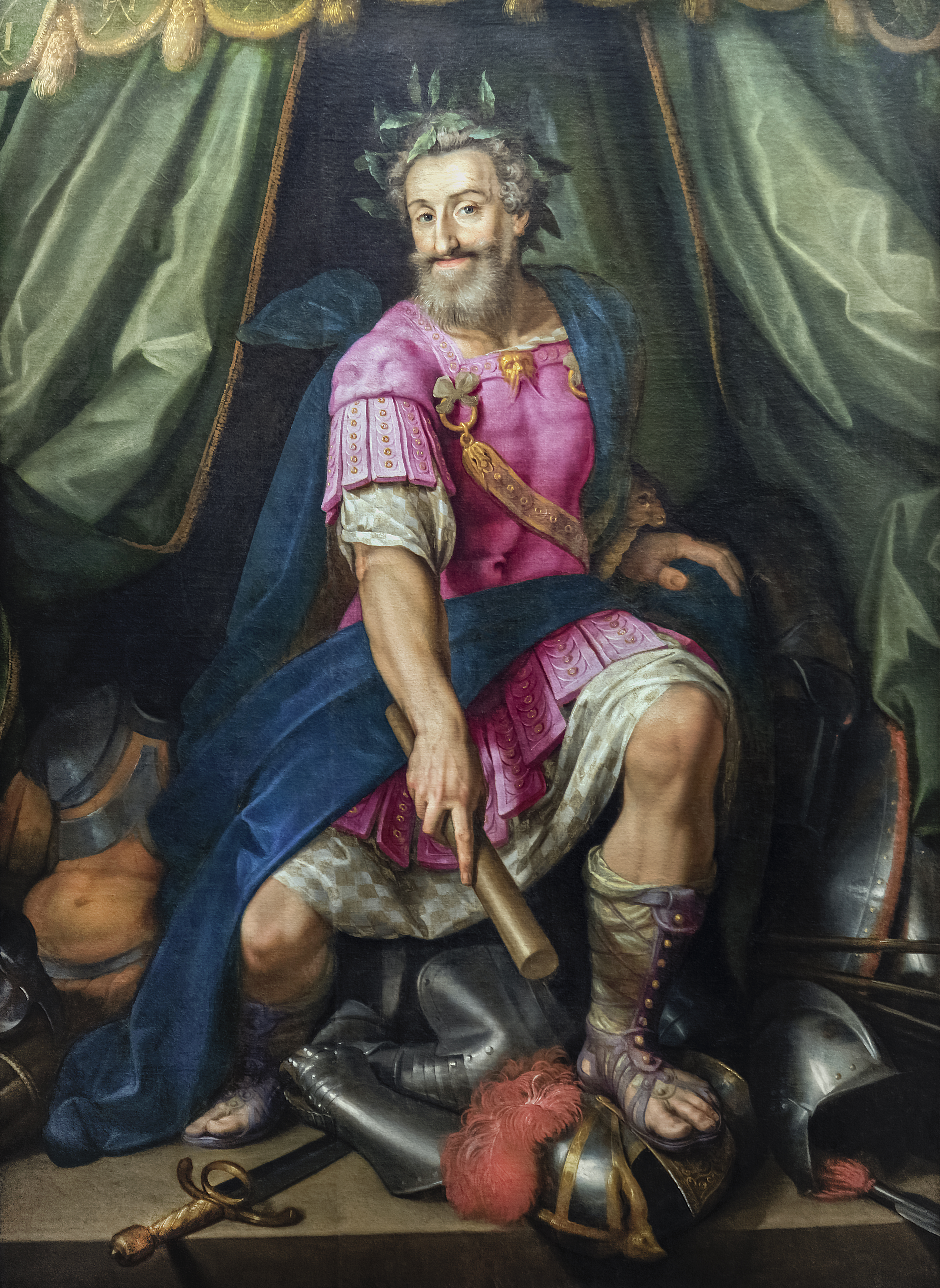
Henri III de Navarre et IV de France.
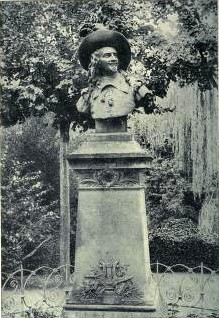
François de Cortète.
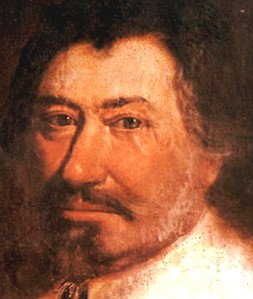
Pierre Goudouli.
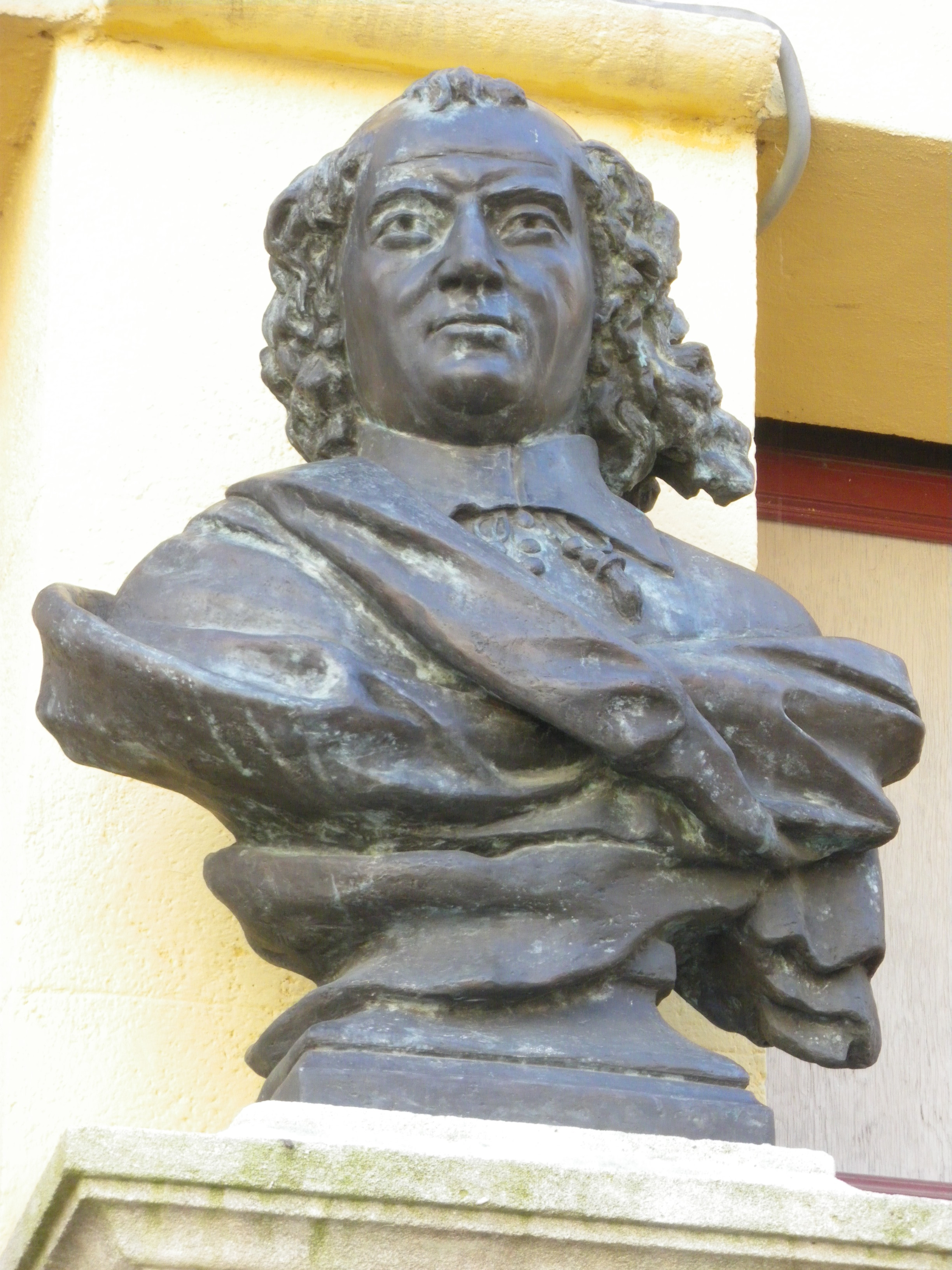
Nicolas Saboly.
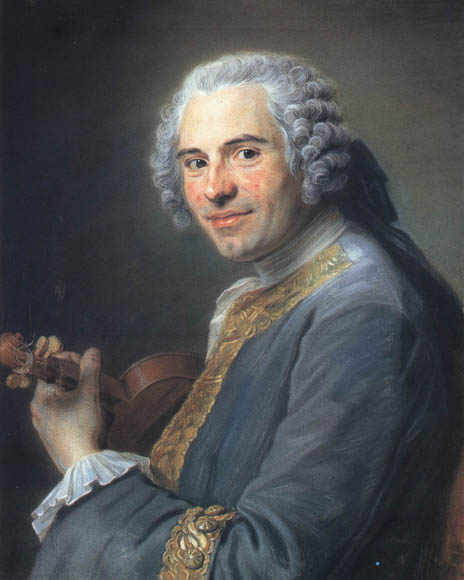
Jean-Joseph Cassanéa de Mondonville.
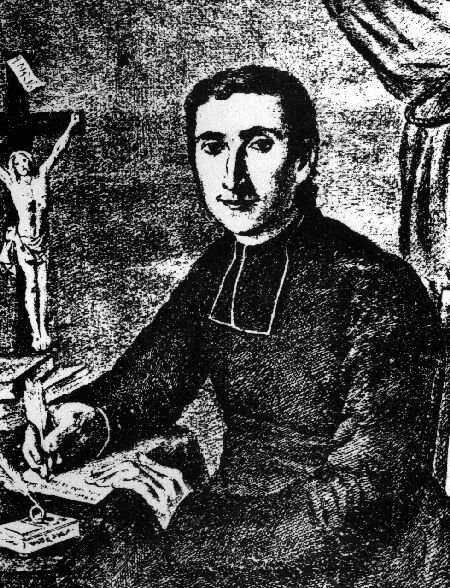
Jean-Baptiste Fabre.
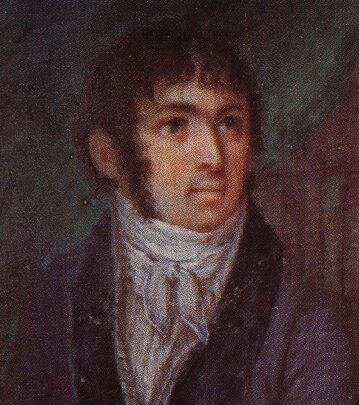
Fabre d'Olivet.
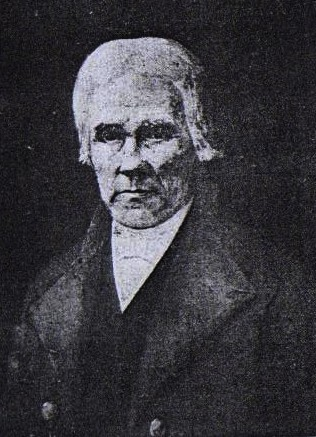
Étienne Pélabon.
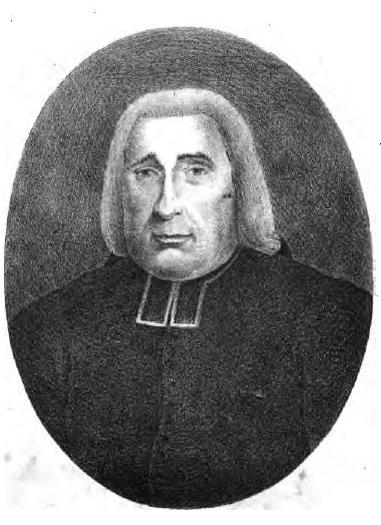
Jean-Claude Peyrot.
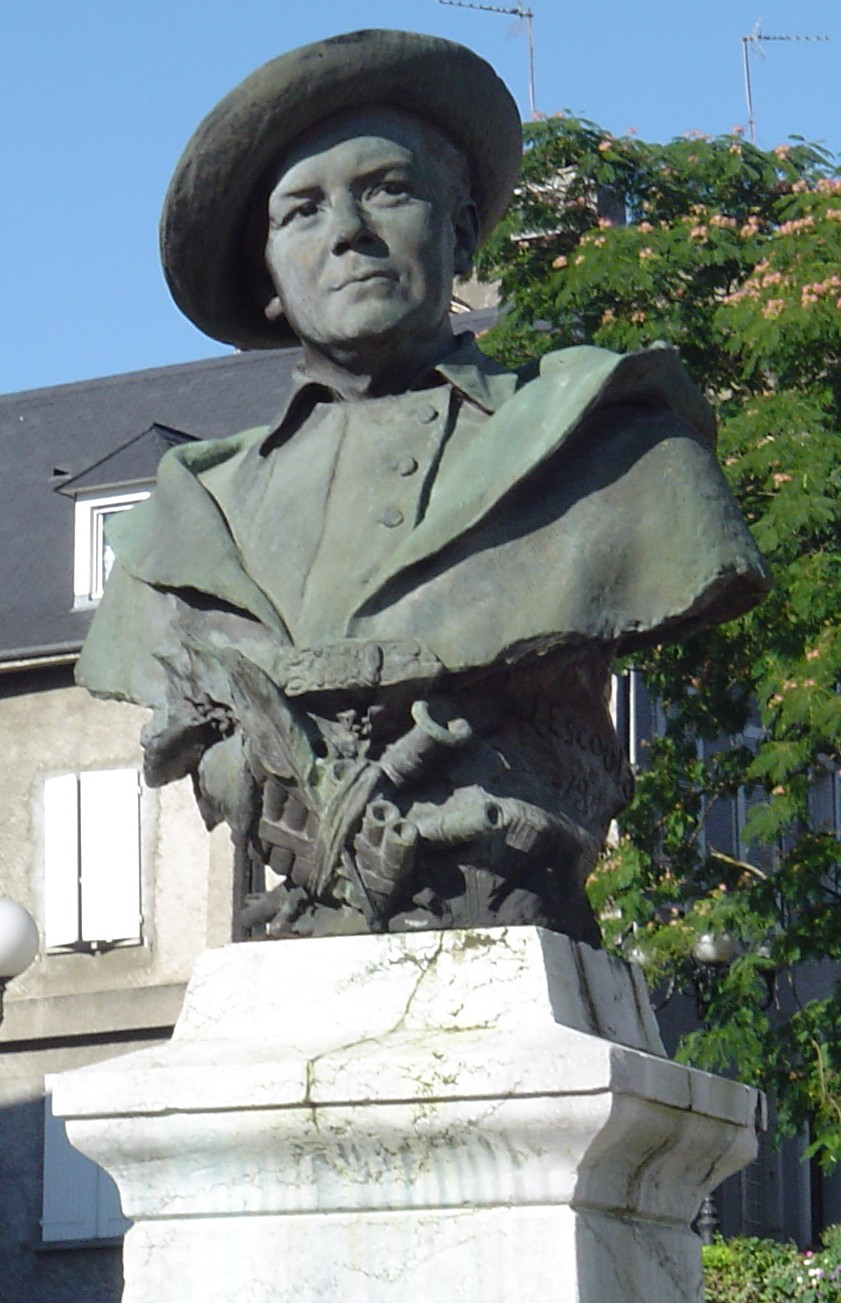
Xavier Navarrot.
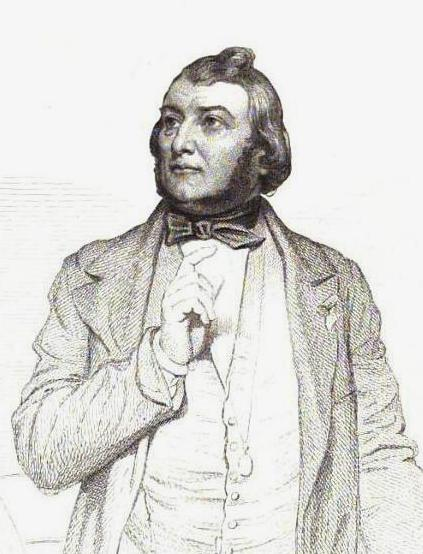
Jasmin.
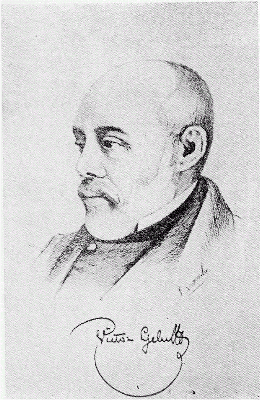
Victor Gélu.
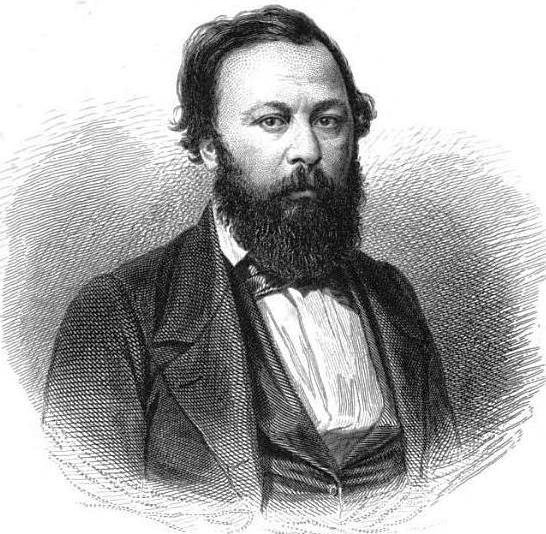
Joseph Roumanille.
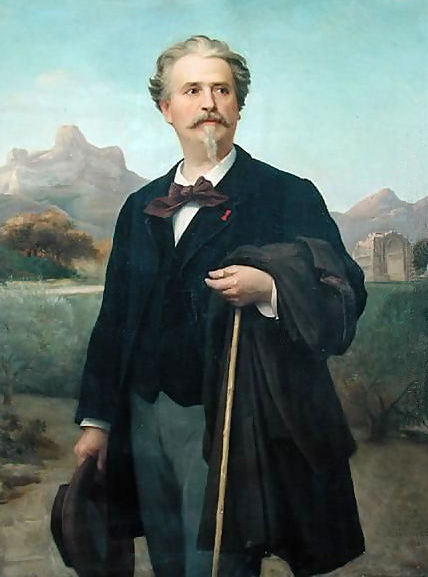
Frédéric Mistral.
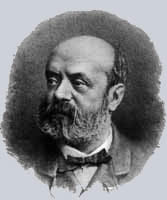
Théodore Aubanel.
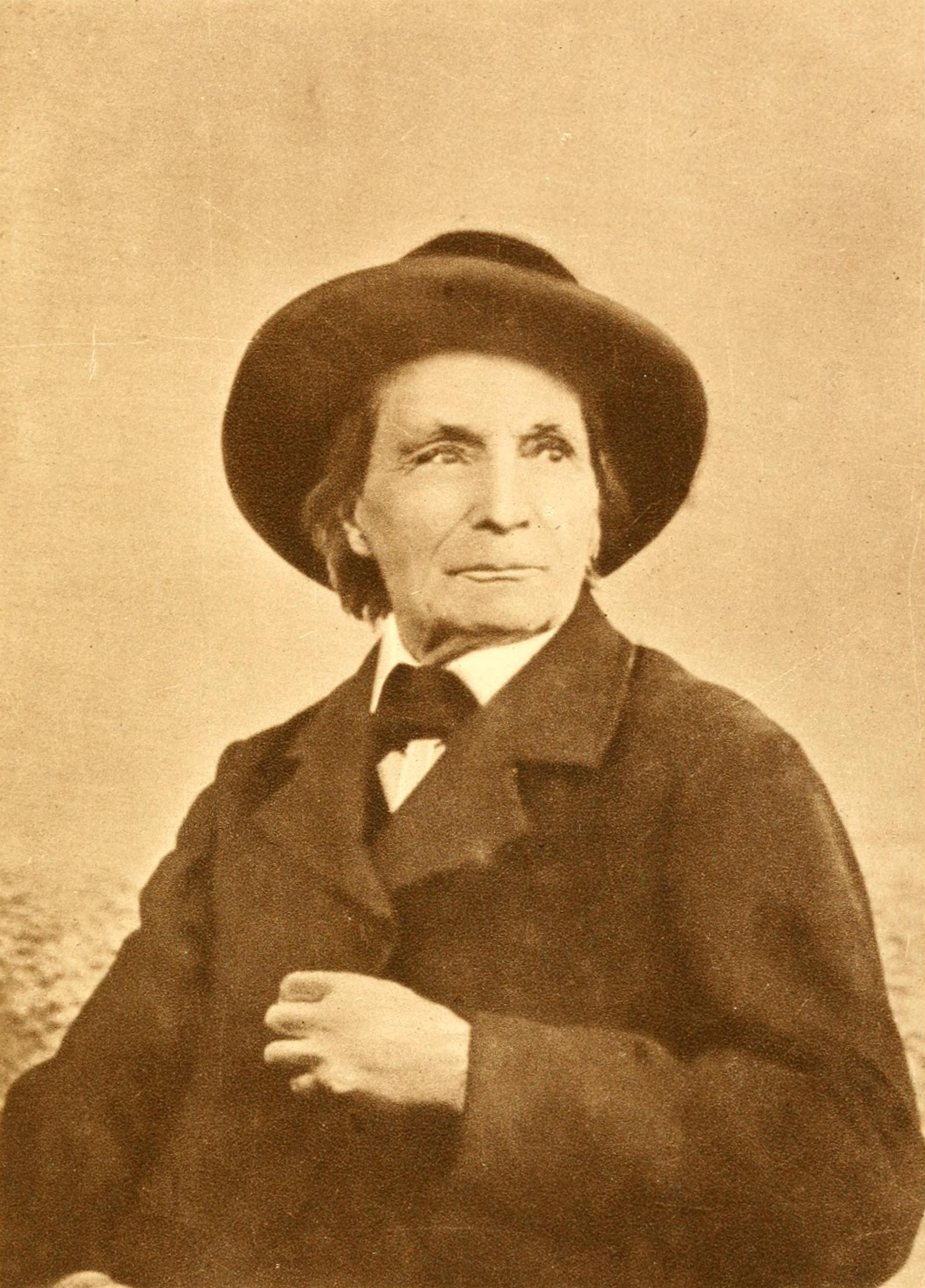
Jean-Henri Fabre.
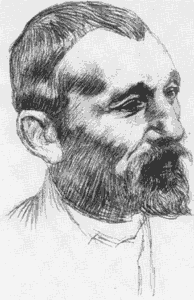
Arsène Vermenouze.
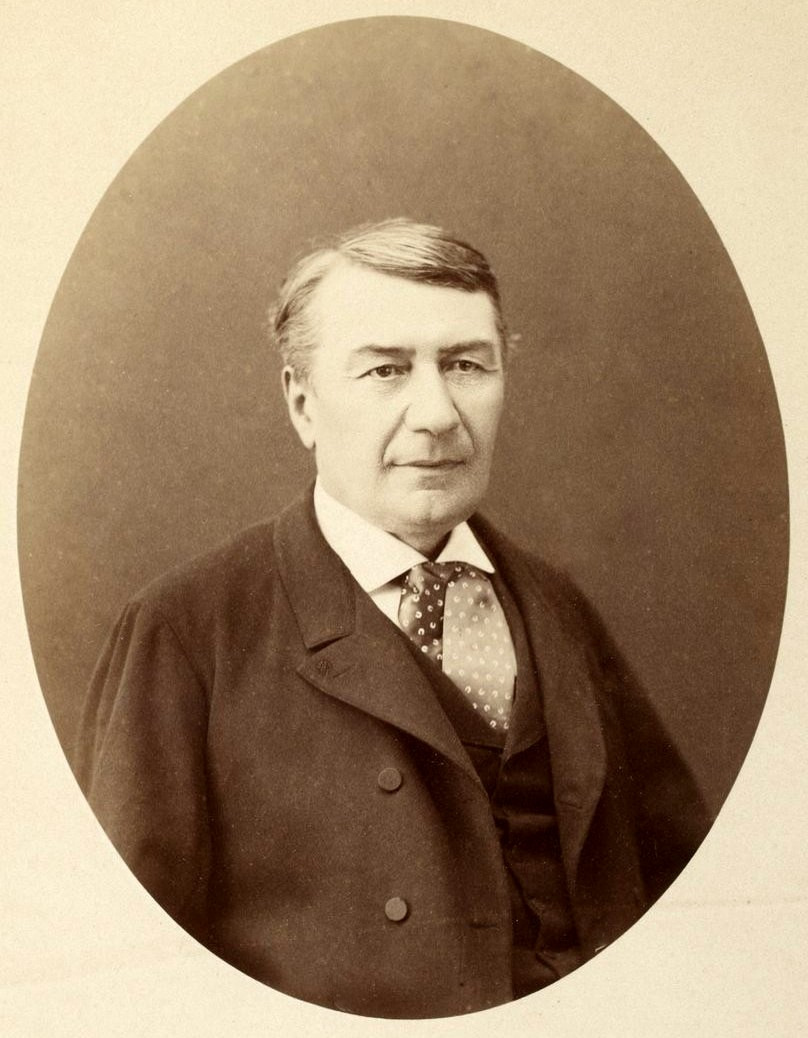
Jean-François Bladé.
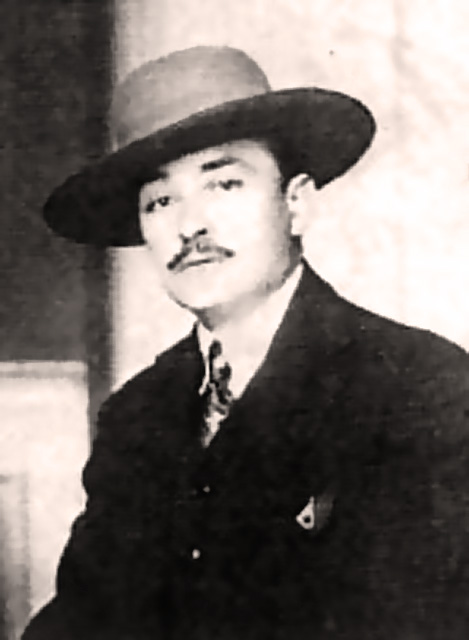
Joseph d'Arbaud.

## Auteurs
- Jean-Géraud d'Astros
- Théodore Aubanel
- Félix Arnaudin, collecteur de contes gascons (Landes)
- Azalaïs de Porcairagues
- Émile Barthe
- Beatritz de Dia
- Bellaud de la Bellaudière
- Jòrdi Blanc
- Bertran de Born
- Giraut de Bornelh
- Joan Bodon
- Daniel Brugès
- Félix Castan
- Michel Camélat
- Pascal Caumont
- Castelloza
- Casimir Dauphin
- Max-Felip Delavoüet
- Bruno Durand
- Marceau Esquieu
- Arnaud Esquerrier
- Abbé Fabre
- Paul Froment, poèta occitan mòrt al servici militar a Lion (poète occitan mort au service militaire, à Lyon)
- Carle Galtier
- Pau Gayraud
- Pèire Godolin
- Guillaume IX d'Aquitaine
- Jasmin (Jacques Boé, dit)
- Noël Lafon
- Robert Lafont
- Armand Lunel, dernier locuteur de shuadit
- Bernard Manciet
- Frédéric Mistral
- Michel Miniussi
- Simin Palay
- Joseph Roumanille
- Max Rouquette
- Yves Rouquette
- Louis Rouquier
- Jaufré Rudel
- Duc de la Salle de Rochemaure (château de Clavières à Ayrens)
- Arnaud de Salette
- Marius Trussy
- Bernard de Ventadour
- Arsène Vermenouze
- Edmond Vivier (majoral du Félibrige, natif de Millau)
- Jean-Frédéric Brun

## Œuvres

### Narratives
- Médiévale :
  - Le Roman de Jaufré, la Chanson de la Croisade, Las novas del papagay, Flamenca, Castia gilos
- XVIIIe siècle :
  - Istòria de Joan-l’an-pres
  - Lo Sermon deu Curé de Vidèren
  - Lo rèbe de l'abbé Puyoo
  - Manicla
- XIXe siècle :
  - Mirèio

### Dramatiques

#### Opéra
- Daphnis et Alcimadure

## Courants littéraires
- Troubadours
- Littérature baroque
- Félibrige
- Occitanisme

Revues littéraires occitanes en activité en 2010 :
- Òc, fondée en 1923[12]
- Lo gai saber, revue de l'Escòla occitana, fondée en 1929
- "Reclams", fondée en 1897[13]